# PizzaExpress
PizzaExpress es una cadena de pizzerías británica asentada en Londres, con cerca de 400 restaurantes por todo el Reino Unido y unos 40 locales por toda Europa, Estados Unidos y Asia. 

## Historia
Fundada en 1965 por Peter Boizot, PizzaExpress abrió su primer restaurante en Wardour Street de Londres. Inspirado tras un viaje a Italia, Boizot trajo de vuelta a Londres un horno de pizza de Nápoles y un chef de Sicilia.
En 1969 comenzaron las actuaciones de jazz en su restaurante Dean Street, en Londres. En 1995, PizzaExpress se expandió por Irlanda y actualmente opera 14 restaurantes que hay bajo la firma Milano en Irlanda. La compañía también es propietaria de la marca Marzano. Originalmente Marzano fue utilizada en países en los que el nombre de marca de PizzaExpress no estaba disponible, como en Chipre, para diferenciar entre los restaurantes que venden principalmente pizza y diferentes una gama más amplia de comidas inspirados en Italia.